# Seis de los grandes
Seis de los grandes es una novela de James Ellroy publicada en España por Ediciones B con traducción de Hernán Sabaté. Es la secuela de American Tabloid (titulada en España "América") y conforma la segunda parte de la trilogía "USA Underworld". El libro continua con muchos de los personajes y tramas de la primera parte. Los protagonistas son tres agentes de diferentes instituciones (el FBI, la mafia y la policía) que tendrán parte importante en la historia oculta de Estados Unidos durante años 60. James Ellroy dedicó el libro "a BILL STONER."

## Trama
La historia comienza el 22 de noviembre de 1963, en Dallas, minutos después del asesinato de John F. Kennedy, y continua durante los cinco años siguientes. 
Ward Littell, agente retirado del FBI y ahora abogado de la Mafia, llega a Dallas con un encargo de J. Edgar Hoover: asegurarse de que la investigación del asesinato apunte por unanimidad que Lee Harvey Oswald actuó solo. 
Pete Bondurant, al que Littell arrestó una vez y es ahora un incómodo socio, es un veterano y corpulento matón que colabora con la CIA en su lucha contra Fidel Castro y también con la mafia de Las Vegas. 
Wayne Tedrow, Jr. estuvo en el ejército y ahora ejerce de policía en Las Vegas, alguien le ha pagado 6.000 dólares para volar a Dallas y asesinar a Wendell Durfee, un delincuente de poca monta que ha enfadado a los casinos. A diferencia de los dos anteriores es un nuevo personaje en la trilogía.  
La sociedad esta convulsionada por las tensiones raciales y la Guerra de Vietnam, los tres protagonistas se verán envueltos en las conspiraciones para asesinar a Martin Luther King, Jr. y al hermano de John, Robert F. Kennedy.

## Estructura y estilo
Seis de los grandes  tiene una estructura similar a su predecesora, American Tabloid. En las dos novelas los capítulos están divididos en nombres y cada uno está numerado e identificado por una localización y una fecha. La acción del libro es completamente secuencial, como las fechas indican. Cada capítulo está visto desde el punto de vista de uno de los tres protagonistas. Insertados entre muchos de los capítulos se pueden encontrar documentos que reproducen periódicos, cartas o transcripciones de llamadas telefónicas.
Acerca del estilo de la novela, Ellroy señaló:
The style I developed for The Cold Six Thousand is a direct, shorter-rather-than-longer sentence style that's declarative and ugly and right there, punching you in the nards. It was appropriate for that book, and that book only, because it's the 1960s. It's largely the story of reactionaries in America during that time, largely a novel of racism and thus the racial invective, and the overall bluntness and ugliness of the language.

## Adaptaciones canceladas
En 2002 se informó que Bruce Willis podría producir y protagonizar una serie de televisión basada en American Tabloid y Seis de los grandes. Todo quedó en nada.
En 2008, Daily Variety informó que la cadena HBO y Tom Hanks adaptarían Tabloid y Seis de los grandes en una o dos series. El escritor Kirk Ellis habría estado preparando un guion para la serie potencial.